# Кимон Старший
Кимон Старший или Кимон Коалем (др.-греч. Κίμων Κοάλεμος; предположительно 580/570 — 528/527 или 524 годы до н. э., Афины) — афинский аристократ из рода Филаидов, трёхкратный победитель Олимпийских игр, убитый по приказу Писистратидов. Отец Мильтиада Младшего.

## Происхождение
Кимон принадлежал к аристократическому роду Филаидов — одному из самых древних, богатых и могущественных родов Аттики. Предком Филаидов считались Эак, сын самого Зевса, и участник Троянской войны Аякс Теламонид через своего сына Филея. Кимон был сыном Стесагора и единоутробным братом Мильтиада Старшего, который правил как тиран Херсонесом Фракийским. Существует гипотеза, что по матери Кимон был правнуком ещё одного Мильтиада — архонта Афин в 664/663 или 659/658 году до н. э.

## Биография
Рождение Кимона исследователи датируют предположительно промежутком между 580 и 570 годами до н. э. Сведения о его жизни содержатся в «Истории» Геродота. Во время тирании Писистрата (предположительно после 546 года до н. э.) Кимон был изгнан из Афин либо покинул родной город добровольно, как и его брат. Находясь в изгнании, он одержал победу на Олимпийских играх в гонках колесниц (тетрипп), повторив таким образом достижение брата. Позже Кимон снова стал первым в гонках, но на этот раз уступил свою победу Писистрату; тот в благодарность позволил ему вернуться в Афины.
Кимон победил на Олимпиаде и в третий раз, причём, по словам Геродота, все три победы были одержаны с одной и той же упряжкой; Кимон стал вторым олимпиоником после спартанца Евагра, которому это удалось. После смерти Писистрата люди, нанятые сыновьями тирана, Гиппием и Гиппархом, напали на Кимона ночью из засады вблизи пританея и убили. Его тело было погребено перед Мелитскими воротами за улицей под названием «Через Келу», а напротив похоронили его коней.
По мнению исследователей, роковую роль в судьбе Кимона сыграл тот факт, что он не отказался от своей третьей олимпийской победы в пользу тирана. Из-за этого он стал слишком опасен для Писитратидов, которые первое время после смерти отца чувствовали себя неуверенно и старались уничтожать все потенциальные угрозы. Точных датировок Олимпийских игр и смерти Кимона нет. Многие учёные полагают, что Филаид погиб вскоре после смерти Писистрата, то есть в 528/527 году до н. э.; в этом случае он победил на играх 536, 532 и 528 годов до н. э. Есть и мнение в пользу 524 года до н. э. как даты смерти. В этом случае Олимпиады следует датировать 532, 528 и 524 годами до н. э.
Клавдий Элиан упоминает стоявшие в Афинах «медные изображения кобылиц Кимона, как две капли воды похожие на тех, которые ему принадлежали».

## Прозвище
Плутарх утверждает, что за своё простодушие Кимон получил прозвище Коалем (Κοάλεμος, «глупец» или «простак»). Однако Геродот не упоминает это прозвище и не пишет ничего, что намекало бы на глупость Кимона. Возможно, этого Филаида так прозвали из-за того, что он не смог использовать свои богатство и знатность для завоевания ведущих позиций в родном городе.

## Семья
У Кимона было двое сыновей: Стесагор, ставший тираном Херсонеса Фракийского, и Мильтиад Младший, названный в честь дяди (впоследствии — герой Марафона). На момент гибели отца первый был на Херсонесе, второй — в Афинах.